# Астров, Александр Владимирович
Алекса́ндр Влади́мирович А́стров (род. 20 августа 1960, Куйбышев, РСФСР, СССР) — советский и российский диск-жокей, журналист газеты «Волжский комсомолец», организатор рок-концертов в Куйбышеве, политолог, профессор Центрально-Европейского университета. Считается первым рэп-исполнителем в СССР.

## Биография

### Ранние годы
Александр А́стров родился 20 августа 1960 года в Куйбышеве (ныне — Самара). Отец Астрова работал ведущим конструктором в космическом конструкторском бюро под руководством Дмитрия Козлова (ЦСКБ). Будучи школьником, Астров стал посещать театр-студию Владимира Муравца в Куйбышевском политехническом институте, в которой проводились дискотеки. Тогда же стал писать стихи. В 1977 году, окончив школу, сын пошёл по стопам отца и поступил в Куйбышевский авиационный институт (ныне — Самарский государственный аэрокосмический университет), который окончил в 1983 году с присвоением квалификации «инженер-магистр». Но с самого начала учёбы он чувствовал, что эта стезя ему не подходит, и нашёл отдушину в музыке.

### Карьера
Осенью 1979 года Александр Астров учился на третьем курсе в Куйбышевском авиационном институте (ныне — Самарский государственный аэрокосмический университет) и состоял в комитете комсомола института. Однажды его друг Владимир Нефёдов показал ему старый выпуск журнала Playboy от сентября 1976 года, в котором было опубликовано скандальное интервью Дэвида Боуи. Использовав свои комсомольские связи, Астров придумал вместе с Нефёдовым небольшое шоу, в ходе которого они ставили песни Боуи, а на их фоне Астров, одетый в театральный костюм, читал отрывки из интервью Боуи в журнале. Осенью 1980 года молодые рабочие Завода имени Масленникова обратились к Астрову с просьбой придумать для их дискотеки «Пирамида» тематическую программу для конкурса дискотек Октябрьского района, который проходил в студенческом клубе-кафе «Гаудеамус». В то время такие программы сводились к проигрыванию музыки и рассказам вокруг этой музыки. По их просьбе Астров придумал программу, которая была выстроена вокруг стихотворения Афанасия Фета «Никогда», читавшегося из гроба под музыку Сергея Рахманинова и демонстрацию слайдов на заднем плане. С этой программой «Пирамида» стала лауреатом, а администрация «Гаудеамуса» предоставила им базу в своём кафе при университете. В состав «Пирамиды» входило шесть человек: Андрей Шмыков, Юрий Трахтенберг, Александр Астров, Александр Осипов, Владимир Захаров и Александр Шугаев.
В 1981 году был поставлен ещё один аудио-визуальный спектакль по мотивам произведений Рэя Брэдбери, идея которого вновь принадлежала Астрову, исполнившему в нём главную роль. При этом организаторы дискотеки не забывали радовать свежей танцевальной программой студентов, посетивших «Гаудеамус». В арсенале «Пирамиды» в то время были три катушечных магнитофона «Маяк», микшер, мощный усилитель, колонки и пульт для управления визуальными эффектами. Всё это оборудование были изготовлено с помощью знакомых Завода имени Масленникова.
В 1982 году обком комсомола решил провести областной конкурс дискотек. В качестве конкурсной программы «Пирамида» подготовила аудио-визуальный спектакль «Сон смешного человека» по Достоевскому. Астров читал рассказ под получасовую фонограмму, сделанную на магнитофонах из разных музыкальных композиций. Всё это сопровождалось оригинальным видеорядом, сделанным на двух слайд-проекторах двумя молодыми художниками. Лауреатами конкурса стали две дискотеки: «Удачный звук» и «Пирамида». С этой программой «Пирамида» выступала во Дворце культуры «Звезда», в Доме молодёжи и на других площадках. Помимо дискотек приходилось зарабатывать деньги, играя на свадьбах. В том же году в студенческом клубе-кафе «Гаудеамус» диск-жокей Астров познакомился с рок-группой «Час пик», предпочитавшей развлекать местную публику западными хитами, чередуя их репертуаром групп «Воскресенье» и «Машина времени». Руководителем коллектива был клавишник Александр Черкес. В куйбышевскую четвёрку также вошли Игорь Маслов (бас-гитара), Валерий Петров (вокал, гитара) и Александр Савельев (ударные). Сдружившись с участниками коллектива, Астров стал их звукорежиссёром и с помощью дискотечной аппаратуры помог им записать магнитоальбом весной 1983 года. Астров был не только генератором идей, но и автором большинства текстов «Часа пик».
В 1983 году из «Пирамиды» ушли Астров, Трахтенберг и Осипов, а «Удачный звук» покинули Павел Маргулян и Андрей Спиридонов. Вместе они объединились и создали дискотеку «Канон». «Пирамида» стала проводить дискотеки в ДК 4 ГПЗ (Дворец культуры подшипникового завода), а «Канон» остался в «Гаудеамусе». Участники «Канона» не только вели дискотеку, но и ставили спектакли и участвовали в фестивалях. Сначала они сделали спектакль по тексту Эренбурга, а к концу года для областного конкурса дискотек в Тольятти придумали спектакль «Сорок первый» по повести Бориса Лавренёва, с которым в итоге одержали победу. Помимо спектакля вместе с куйбышевской рок-группой «Час пик» Астров записал в качестве фонограммы на магнитную плёнку несколько рэп-вставок в стиле американской рэп-группы The Sugarhill Gang, чей дебютный сингл «Rapper’s Delight» (1979) пользовался успехом у местных диск-жокеев, однако ставить запись на танцах никто не решался из-за отсутствия русского текста. И хотя на обратной стороне грампластинки находился инструментальный вариант композиции, с добавлением голоса также никто не спешил, пока не появилась ещё одна рэп-запись от британского рок-музыканта Кэптена Сенсибла «Wot» (1982), которая оказалась более европейской по духу и подтолкнула Астрова на эксперимент с русским языком. Как и их предшественники из The Sugarhill Gang, музыканты «Часа пик» переиграли басовую партию из композиции «Good Times» диско-фанк-группы Chic, добавив свою перкуссию и гитарный проигрыш, чтобы песня звучала в стиле хип-хоп. Инструменталы всех пяти композиций были записаны в течение одной ночи, а голос был наложен Астровым под утро. Диск-жокей исполнил несколько англоязычных строк из «Rapper’s Delight», а в качестве перевода в шутливой форме сначала зачитал текст из стихотворения Льюиса Кэрролла «Бармаглот», а затем исполнил примитивные рэп-монологи (от чтения алфавита до таблицы умножения). Позже, используя дискотечную аппаратуру, пульт «Электроника» и два магнитофона «Олимп», Астров свёл все записи воедино, добавив в некоторых местах шумы и звуковые эффекты. Через несколько часов после завершения записи музыканты вместе с аппаратурой отправились в близлежащий Тольятти, где проходил областной конкурс дискотек. После совместного выступления «Канона» и «Часа пик» один из членов жюри, Ольга Опрятная, попросил у участников запись прозвучавших номеров. Ей сделали копию, которая и отправилась в Москву, вернувшись обратно в Куйбышев через год в виде 25-минутного магнитоальбома «Рэп» (состоящего из песен «Дискотека», «Суббота», «Рэп», «Потанцуй», «Проходит время»). Выход альбома вызвал в Куйбышеве лёгкий шок, поскольку никто не относился к записи серьёзно в процессе её создания.
В 1984 году Астров собирался поступать на философский факультет в Уральский государственный университет, но для поступления партийные работники потребовали от него рекомендацию бюро обкома партии, и эту идею пришлось отложить. Отец диск-жокея Виктора Долонько устроил Астрова на предприятие, где он год занимался усовершенствованием унитаза для самолётов гражданской авиации.
С 1985 по 1986 год с помощью своих друзей Астров занимался организацией в Куйбышеве концертов рок-групп, среди которых были «Вежливый отказ», «Центр», «Звуки Му», «Ва-Банкъ», «Бригада С, «Наутилус Помпилиус», а также рок-исполнителей Виктора Цоя и Константина Никольского. Виктор Цой приехал вместе с президентом Ленинградского рок-клуба Николаем Михайловым и дал три концерта 11 и 12 апреля 1986 года: первый — в зале клуба ГПЗ-9 на Безымянке, где работал Астров, второй — в здании Промышленного райкома на Безымянке, третий — в кафе «Согласие» на Полевой. На концерте в здании райкома, где был вечер комсомольской организации, Цоя стали обвинять в том, что он поёт «безыдейные песни». Астров и Михайлов защищали музыканта как могли, но в итоге присутствовавшая там секретарь горкома партии уволила Астрова из дискотеки клуба ГПЗ-9 на следующий день. После истории с Цоем Астров несколько месяцев был безработным.
Весной 1986 года Астров записал наброски к трём аудио-визуальным спектаклям — «Город», «Что они сделали с нашей песней» и «Чернобыль», в которых попытался уйти от дискотечной тематики. Осенью Астров попал в редакцию газеты «Волжский комсомолец» по приглашению Дмитрия Муратова. За год до этого Астров написал для газеты статью о концертах Владимира Кузьмина в куйбышевском Дворце спорта в октябре 1985 года, но её так и не опубликовали. Спустя несколько месяцев он обнаружил свою статью в сильно отредактированном виде на стендах автобусных остановок и решил позвонить в «Волжский комсомолец», чтобы поругаться, а в итоге был приглашён для работы в издании. В течение двух лет Астров писал статьи о митингах, старых разрушающихся кирпичных домах, людях, живущих в плохих условиях.
В мае 1988 года эстонский радиожурналист Николай Мейнарт приехал в Куйбышев, чтобы прочитать лекции руководителям дискотек «о состоянии современной рок-музыки». Познакомившись с Астровым, он предложил ему работу на радио в Таллине (Эстония), в русскоязычной редакции Эстонского телерадиокомитета. Астров уехал вместе с супругой и двумя детьми. Помимо этого Астров писал статьи о рок-музыке для эстонского самиздатовского журнала «За зелёным забором», который стал издаваться легально в 1989 году. Также написал несколько историй возникновения местных рок-групп для книги Артемия Троицкого «Рок-музыка в СССР: опыт популярной энциклопедии» (1990): «Время» (Горький), «Куйбышев: рок-музыка», «Седьмая ступень» (Куйбышев), «Хронопоп» (Горький), «Час пик» (Куйбышев).
В 1997 году Астров начал заниматься в Эстонии политической радиожурналистикой, связанной с историей страны, для изучения которой он на год уехал в Центрально-Европейский университет (ЦЕУ) в Будапеште (Венгрия). В 1998 году после магистратуры в ЦЕУ получил предложение из Лондонской школы экономики и политических наук и на год уехал в Лондон. В 1999 году получил возможность заниматься диссертацией из Будапешта, чем и воспользовался.
В 2000 году стал доцентом кафедры международных отношений и европейских исследований Центрально-Европейского университета.
В 2003 году стал доктором философии, защитив докторскую диссертацию на тему «Мировая политика на пороге истории: Робин Джордж Коллингвуд, Майкл Оукшотт и ещё одно обоснование „классического подхода“» в Лондонской школе экономики и политических наук.
В 2005 году, будучи ассистентом профессора, опубликовал в лондонском издательстве МакМиллана монографию «В мировой политике: Роберт Джордж Коллингвуд, Майкл Оукшотт и неотрадиционализм в международных отношениях».
С сентября 2005 года по 31 декабря 2007 года был старшим научным сотрудником кафедры политических наук факультета социальных наук и образования Тартуского университета.
В 2008 году стал научным сотрудником Института международных и социальных исследований при Таллиннском университете.
В 2008 году получил должность профессора факультета международных отношений и европейских исследований Центрально-Европейского университета, а по совместительству — тот же титул в университете Тарту, продолжая печататься в московских и таллинских изданиях. Начал читать лекции студентам факультета.
В 2011 году выпустил книгу «(Неправильный) менеджмент великой державы: российско-грузинская война и её последствия для глобального политического порядка».
В 2019 году Астров переехал в Вену (Австрия) в связи с тем, что университет перенёс в этот город свою учебную деятельность.

## Критика
В январе 1985 года в статье «Заверните десяток, пожалуйста!» («Сделай сам»-84) для самиздатовского журнала «Рокси» музыкальный критик Артемий Троицкий написал, что на 25-минутной катушке «Рэп» музыканты играют электро-фанк и «рэплются» по поводу дискотек, причём рэп по тексту «намного веселее, чем аналогичная болтовня диск-жокеев». Среди минусов альбома отметил затянутость и однообразность, но в итоге назвал «лучшей танцевальной записью года» и «хорошим подарком для наших дискотек».
В ноябре 1987 года в московском самиздате «Московский вестник», музыкальный журналист Михаил Садчиков, упомянул, что записи, сделанные Александром Астровым три года назад, известны многим и являются «первым опытом обращения наших эстрадных музыкантов к стилю „рэп“».
В 1991 году журналисты Александр Алексеев, Андрей Бурлака и Алексей Сидоров в своей книге «Кто есть кто в советском роке», описывая «рэп» в словаре музыкальных терминов, упомянули, что композиции журналиста и диск-жокея Александра Астрова и группы «Час пик» являются «первыми опытами в стиле рэп в отечественной истории».
В 1994 году в книге Александра Кушнира «Золотое подполье: полная иллюстрированная энциклопедия рок-самиздата 1967-1994» был опубликован обзор на альбом «Рэп» от Артемия Троицкого, написанный им в статье «Заверните десяток, пожалуйста!» («Сделай сам»-84) для самиздатовского журнала «Рокси» в январе 1985 года.
В 1999 году журналист Александр Кушнир подробно описал историю записи альбома «Рэп» (1984) в своей книге «100 магнитоальбомов советского рока» и отметил, что эта форма подачи «русского рэпа» в его приволжской интерпретации «предвосхитила большинство будущих хитов Сергея Минаева и К°».
В 2009 году журналисты портала Rap.ru, Андрей Никитин и Руслан Муннибаев, упомянули на сайте интернет-издания OpenSpace.ru, что первую композицию в стиле рэп на русском языке записал куйбышевский ВИА «Час пик» в 1983 году, взяв за основу инструментальную версию The Sugarhill Gang «Rapper’s Delight» (1979).
В 2011 году журнал «РнД.Собака.ru» (Ростов-на-Дону) добавил творчество группы «Час пик» в свою хронологию русского рэпа как «первый в истории русскоязычный рэп».
В 2014 году автор и ведущий программы «Моя Радиола» на радио «Ника FM Калуга», Сергей Сычёв, отметил, что первый советский рэп появился в 1984 году, когда куйбышевская группа «Час пик» выпустила мини-альбом «Рэп». Неожиданно для самих музыкантов альбом получил большую популярность среди молодёжи.
В 2014 году редактор самарского интернет-журнала «Другой город» журналист Станислав Фурман отметил, что самарская группа «Час пик» впервые выступила с русским рэпом в 1983 году («в том году, когда родился Тимати»), сделав Самару обладателем права на первенство в этом направлении.
В 2015 году редактор самарского интернет-портала SamCult.ru журналист Илья Сульдин упомянул, что во время записи альбома группы «Час пик» Астров «изобрёл русский рэп».
В марте 2016 года известный баттл-рэпер Oxxxymiron опубликовал в своём Твиттере ссылку на альбом «Рэп» группы «Час пик» и предложил обратить внимание на двойные рифмы, которые использовал Астров: «Чекните первые 8 строк. Объясните, почему в 1984 в русрэпе были двойные рифмы, а с 90х и до недавнего времени — нет?». Этот отзыв привлёк внимание к творчеству Астрова и группы «Час пик».
В 2016 году редактор самарского издания «Свежая газета. Культура», журналист Илья Сульдин, назвал Александра Астрова «крёстным отцом русского хип-хопа».
В 2016 году музыкальный обозреватель издания «Звуки.ру», Ник Завриев, назвал диск-жокея Астрова первым советским рэпером, чей «Рэп» был классическим образцом жанра по лекалу The Sugarhill Gang. Но в отличие от своих западных коллег Астров использовал в качестве «минусовки» не семплерные коллажи, а оригинальную музыку.
В 2016 году интернет-издание «Афиша Daily» назвало Александра Астрова «праотцом русского рэпа» за запись первого рэп-альбома на русском языке.
В 2017 году редактор портала Rap.ru, Антон Мартынов, также упомянул Астрова как «праотца русского рэпа», который выступил «духовным лидером» для советской группы «Час пик».
В 2017 году интернет-издание Lenta.ru заметило сходство композиции «Рэп» с песней «Rapper’s Delight» группы The Sugarhill Gang, строчки из которой Астров даже зачитал на английском. Журналист Алёна Кожевникова также упомянула, что пластинка «Рэп» считается первым рэп-релизом на русском языке.
В 2017 году песня «Рэп» группы «Час пик» вошла в список «История русского рэпа в 15 важнейших треках» компании «Союз». Составитель списка, Анатолий Зайков, подчеркнул, что Астров совместно с группой «Час пик» записал первый советский альбом в рэп-формате.
В 2018 году редактор сайта «Пятого канала», Денис Балин, в своей статье «Русский рэп: Мифы и реальность» упомянул, что рэп появился в СССР в далёком 1984 году, когда советская группа «Час пик» записала магнитоальбом «Рэп».
В 2021 году редактор самарского издания «Свежая газета. Культура», журналист Елизавета Березина, отметила, что Астров осуществил «запись первого рэпа на русском языке».
26 февраля 2024 года музыкальный критик российского информационного агентства InterMedia, Алексей Мажаев, рецензируя видео «Рэп в СССР: за 30 лет до Басты и «Касты» от YouTube-канала «Спасибо, послушаю» отметил, что Астров исполнил первый русский рэп, а куйбышевская группа «Час пик» записала подложку для композиции в диско-фанковом духе.

## Сотрудничество
- Дискотека «Пирамида» (1980—1982)
- Дискотека «Канон» (1983—1984)
- Рок-группа «Час пик» (Куйбышев) (1983—1984): «Час пик» (магнитоальбом, 1983), «Рэп» (магнитоальбом, 1984)

## Научные труды
- Pondering Dramatic Endings, Probing Possible Beginnings; or Doing Politics as Usual? (статья, 2002)[10]
- Does Estonia Need Foreign Policy? (глава книги, 2003)[10]
- Who’s Afraid of Deconstruction? Post-debatism and Beyond (глава книги, 2003)[10]
- World politics at the edge of history: R.G. Collingwood, Michael Oakeshott and another case for the 'classical approach' (диссертация, 2003)[43]
- On World Politics: R.G. Collingwood, Michael Oakeshott and Neotraditionalism (глава книги, 2005)[10]
- On World Politics: R.G. Collingwood, Michael Oakeshott and Neotraditionalism in International Relations (книга, 2005)[10]
- The Sceptical Idealist: Michael Oakeshott as the Critic of the Enlightenment (статья, 2005)[10]
- Обходной манёвр в теории международных отношений: От реализма к традиционализму (статья, 2005)[8]
- Самочинное сообщество: политика меньшинств или малая политика? (книга, 2007)[10]
- Литургия по Бронзовому солдату: память и история в формировании кризиса (статья, 2007)[10]
- Monumentaalne kriis: 'natsid', 'okupandid' ja teised nihilistid (глава книги, 2008)[10]
- Tagasivaatamisest (статья, 2008)[10]
- The 'return of history' or technocratic administration? The effects of depoliticisation in Estonian-Russian relations (глава книги, 2009)[10]
- Estonia (статья, 2010)[43]
- The Great Power (mis)Management: The Russian-Georgian War and its Implications for Global Political Order (книга, 2011)[35]
- The «Politics of History» as a Case of Foreign-Policy Making (глава книги, 2012)[43]
- Glorification and its modes: Emulation, recognition and acclamation (статья, 2013)[43]
- Wake up, Imemo! the World has Changed (and it’s no-one’s Fault or Failure) (статья, 2017)[43]
- Russia and the world: 2017 IMEMO forecast (статья, 2017)[43]

## Семья
Дочь — Алина А́строва (родилась в Куйбышеве), более известная под псевдонимами Lolina и Inga Copeland (рус. Инга Коупленд) — эстонский музыкант-экспериментатор и певица, живущая в Лондоне. Помимо сольной работы она сотрудничала с британским музыкантом Дином Блантом над различными релизами, включая несколько альбомов в составе дуэта Hype Williams с 2009 по 2012 год.